# Orde van de Kroon van Perlis
De "Meest Illustere Orde van de Kroon van Perlis" die in het Maleis "Darjah Kebesaran Mahkota Perlis Yang Amat Mulia" genoemd wordt werd op 21 september 1965 ingesteld door Sultan Raja Syed Putra van Perlis.

## De orde heeft drie graden
- De Ridder-Grootcommandeur of Dato' Sri Paduka draagt een lange keten met 26 gouden schakels, grootlint en ster van de orde. Hij mag de letters SPMP achter zijn naam voeren.
- De Ridder Commandeur of Dato' Paduka draagt om de hals de ster en ook op de borst een ster van de orde. Hij mag de letters DPMP achter zijn naam voeren.
- De Companion of Setia draagt de ster van de orde aan een lint om de hals en mag de letters SMP achter de naam voeren.
- Het Lid of Ahli draagt de letters AMP achter de naam.
- De drager van de Zilveren Medaille of Pingat draagt zijn medaille op de linkerborst en de letters PMP achter de naam.

De twee hoogste graden ontvangen met hun onderscheiding ook adeldom.
Het lint is blauw met twee brede gele biezen. Zoals in een islamitisch land te verwachten is, zijn de sterren en kleinoden alle achtpuntige zilveren "bintangs" of sterren. Een kruis zou niet op zijn plaats zijn.
De versierselen en inrichting van de orde volgen het voorbeeld van de Britse Orde van Sint-Michaël en Sint-George die vaak aan de sultans van Perlis en hun kroonprinsen werd toegekend. De vierde graad is een Maleisische toevoeging en dat geldt ook voor de medaille.